# Ralph McKittrick
Ralph McKittrick (Saint Louis, 17 de agosto de 1877 — Saint Louis, 4 de maio de 1923) foi um tenista e golfista norte-americano.
McKittrick competiu no golfe nos Jogos Olímpicos de Verão de 1904, onde foi integrante da equipe norte-americana que conquistou a medalha de prata. Sua pontuação individual, na atuação por equipe, foi a décima primeira, porém, na competição individual terminou em primeiro na classificação, sendo eliminado na segunda rodada do jogo por buraco. Também competiu no tênis, nesta mesma edição dos jogos, sendo eliminado na segunda rodada.